# Syrphoctonus momoii
Syrphoctonus momoii là một loài tò vò trong họ Ichneumonidae.